# Trichosanthes wawraei
Trichosanthes wawraei är en gurkväxtart som beskrevs av Célestin Alfred Cogniaux. Trichosanthes wawraei ingår i släktet Trichosanthes och familjen gurkväxter. Utöver nominatformen finns också underarten T. w. hirsuta.